# Bogatin

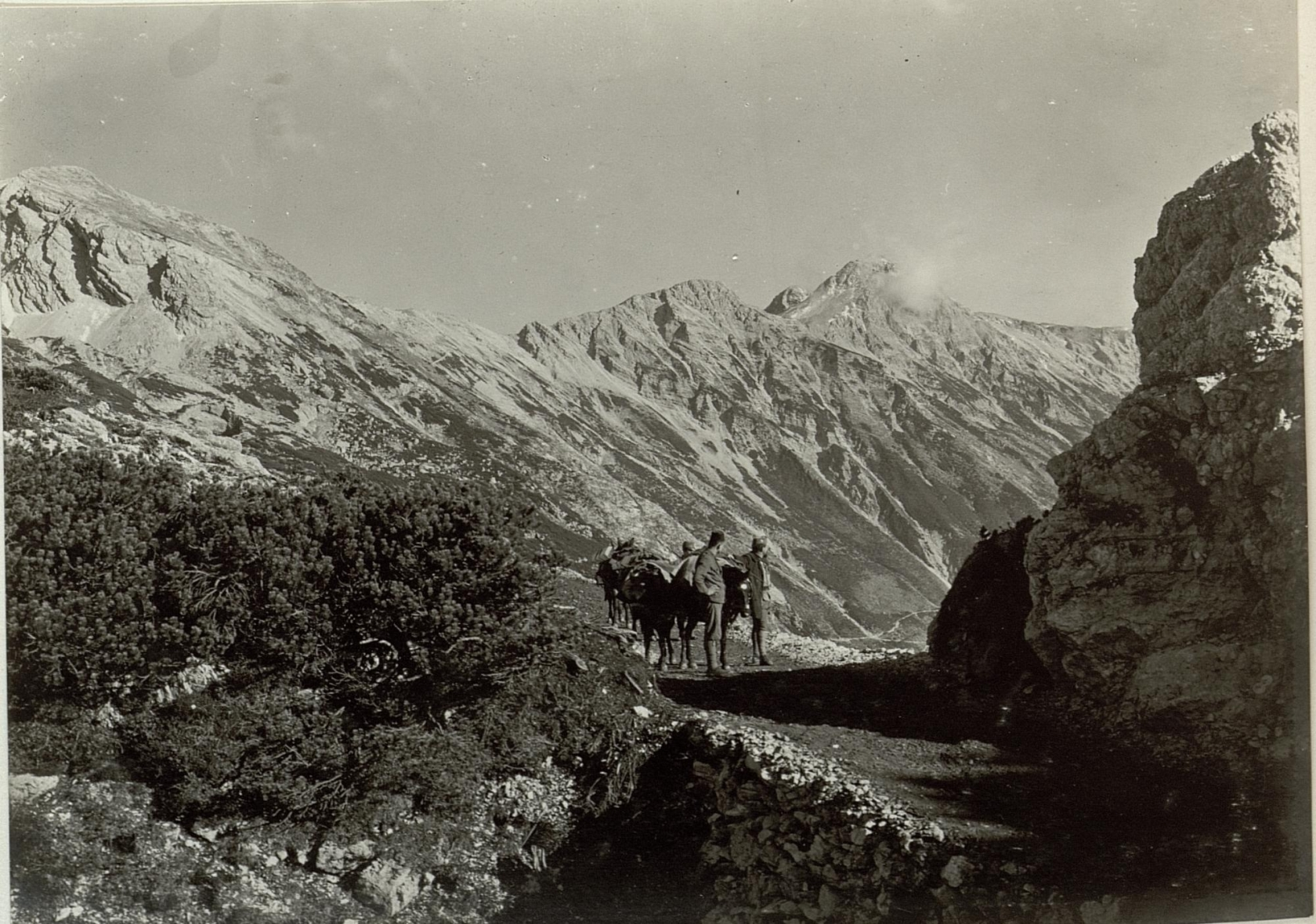
Bogatin i Mahavšček

Bogatin, także Mali Bogatin – szczyt górski o wysokości 1977 m n.p.m. w Alpach Julijskich w Słowenii. Jest pierwszym szczytem grzbietu górskiego Spodnje Bohinjske. Położony jest na zachód od jeziora Bohinjsko nad płaskowyżem Komna.

## Dostęp
Wymieniona jest większość znakowanych szlaków turystycznych:
- Koča pri Savici – Bogatin (przez siodło Bogatinsko) 4 h 30 min
- Koča pri Savici – Bogatin (przez dolinę Govnjač) 4 h 30 min
- Planina Polog – Bogatin (przez Prehodce) 5 h 50 min
- Dom v Lepeni – Bogatin (przez  siodło Bogatinsko) 5 h 45 min